# 花柳寿南海
花柳 寿南海 （はなやぎ としなみ、1924年9月14日 - 2018年9月11日）は、東京都生まれの日本舞踊家。位階は従四位。
本名は柴崎照子（しばざき てるこ）（旧姓・福井）。文化功労者。

## 経歴
1924年、東京都出身。横浜第一高等女学校卒業。3歳から日本舞踊を習い始め1932年に花柳寿京、花柳寿陽に師事し、1942年に花柳寿南海を名乗る。1946年に花柳寿輔の内弟子となる。1967年に「花柳寿南海とおどりを研究する会」、1989年に「花柳寿南海舞踊の会」を主宰する。山姥伝説をもとにした「山姥物」などの古典を得意とする一方で創作舞踊にも力を注いだ。1966年、芸術選奨文部大臣賞受賞。1992年、日本芸術院賞受賞。1997年、勲四等宝冠章受章。2004年、重要無形文化財保持者（人間国宝）認定。2005年、文化功労者。
2018年9月11日、老衰のため東京都内の病院で死去。93歳没。叙従四位、旭日中綬章追贈。